# Yesterday (film, 2019)
Yesterday (česky Včera) je britský film z roku 2019. Scénář napsal Richard Curtis, režie se ujal Danny Boyle. V českých kinech měl premiéru 27. června 2019, v amerických o den později, 28. června 2019.

## Děj
Film vypráví o Jacku Malikovi, který se pokouší prosadit na hudební scéně, bohužel však neúspěšně. Jackovou jedinou opravdovou fanynkou a manažerkou je jeho kamarádka Ellie.
Vše se ale zásadně změní, když během celosvětového dvanáctisekundoveho black-outu Jacka při jízdě na kole srazí autobus. Naštěstí je opět schopen pohybu a přijde pouze o dva přední zuby a svůj pověstný plnovous.
Domnívá se, že vše bude víceméně jako dřív; když ale při oslavě jeho propuštění z nemocnice zjišťuje, že nikdo z jeho kamarádů nepoznává píseň Yesterday, kterou Jack zahraje na svou zbrusu novou kytaru, a dokonce se ani nezdá, že by vůbec kdokoli z nich znal The Beatles.
Vyhledávání na internetu Jackovu domněnku potvrdí – Beatles jako by ani nikdy neexistovali. A to není to jediné, co v novém světě naprosto schází – Coca-Cola, cigarety či kapela Oasis.
Přestože se Jack nejdříve zdráhá, nakonec začne písně Beatles vydávat za své. Konečně se mu začíná dostávat kýženého úspěchu. Navštíví ho Ed Sheeran, který Jackovi nabídne, aby mu dělal předskokana na evropském turné. Ten souhlasí a v doprovodu podivínského kamaráda Rockyho se s Edem na turné vydává.
Všichni jsou z Jackovy hudby nadšeni a postupně se z něj stává fenomén. Edova chamtivá manažerka Debra se chopí příležitosti a nabídne Jackovi spolupráci, protože vycítí obrovský potenciální výdělek.
Jack nakonec její nabídku přijímá a začíná pracovat na prvních deskách. Se stoupající slávou má ale čím dál tím méně času na svou kamarádku Ellie, která mu navíc ještě před odjezdem do Los Angeles vyznala lásku, ale on jí nestačil nic odpovědět, zpanikařil a odešel.
Když pak Jack odcestuje do Liverpoolu, aby navštívil Penny Lane, hrob Eleanor Rigby a jiná místa, která by mu mohla pomoci se vzpomínáním na zapomenuté texty Beatles, neočekávaně ho navštíví Ellie. Snaží se ji přesvědčit, že mu na ní záleží, ona ho ale nakonec odmítá a poukazuje na fakt, jak moc ho sláva změnila. Jack se vrací do Ameriky a jeho pocit zoufalství se prohlubuje, když mu při nahrávání desky Ellie zavolá, že začala chodit s Gavinem. Ten dříve vydal Jackovo úplně první album, které se rozdávalo zdarma k nákupu v supermarketu, kde Jack tehdy pracoval.
Jacka nyní čeká spousta rozhovorů a mítinků, ale zároveň ho čím dál tím více dohání jeho špatné svědomí a strach z odhalení podvodu, jehož se dopustil.
Když pak uspořádá koncert na střeše znovu otevřeného hotelu ve svém rodném městě, je to pro všechny velká senzace. Návštěvnost je obrovská, Jack ale stále víc trpí ztrátou milované Ellie a při zpěvu písně Help začíná ztrácet glanc.
Jedním z mála světlých okamžiků této akce je pro Jacka chvíle, kdy ho navštíví dva lidé, kteří si jako jediní dva písně Beatles stále pamatují. Předávají mu symbolickou žlutou ponorku a vzkaz a děkují mu za to, že písně takto zachraňuje.
Podle informací na lístku Jack vyhledá Johna Lennona, který v tomto světě stále ještě žije. Vypráví mu o svém klidném a spokojeném životě s milovanou ženou a o nutnosti jít si za láskou a štěstím a o tom, jak je důležité mluvit vždy pravdu.
To Jacka přiměje k tomu, aby požádal Eda Sheerana o možnost vystoupit po jeho koncertě ve Wembley, na němž je mezi fanoušky také Ellie. Poté, co Jack odehraje "své" písně, přivede Rocky Ellie do zákulisí. Jack všem přítomným sdělí pravdu o tom, co udělal, a oznámí, že si za písně Beatles nezaslouží žádný zisk, a proto je světu daruje, čímž si vyslouží mnoho nelibosti ze strany své hrabivé manažerky. Na konci svého proslovu pak vyzná Ellie veřejně lásku.
Gavin vše vezme relativně klidně a záhy si najde jinou přítelkyni. Vše tak končí dobře – svatbou Jacka a Ellie a jejich šťastným životem společně s vlastními dětmi. Jack pak písněmi Beatles baví na dětských akcích.

## Obsazení
- Himesh Patel jako Jack Malik
- Lily James jako Ellie Appleton
- Kate McKinnonová jako Debra Hammer
- Ed Sheeran jako on sám
- Sophia Di Martino jako Carol
- Joel Fry jako Rocky
- Ellise Chappell jako Lucy
- Harry Michell jako Nick
- Camille Chen jako Wendy
- Alexander Arnold jako Gavin
- James Corden jako on sám
- Sanjeev Bhjakokar jako Jed Malik
- Meera Syal jako Shelia Malik
- Karl Theobald jako Terry